# Bob Merrill
Bob Merrill, pseudonimo di Henry Robert Merrill Levan (Atlantic City, 17 maggio 1921 – Culver City, 17 febbraio 1998), è stato un compositore statunitense.

## Biografia
Merrill è nato Henry Levan ad Atlantic City, New Jersey e cresciuto a Philadelphia, Pennsylvania. A seguito di una collaborazione con l'esercito durante la Seconda guerra mondiale, si trasferì a Hollywood, dove ha lavorato come regista di dialogo per la Columbia Pictures. Ha iniziato la sua carriera di compositore scrivendo brani per Dorothy Shay. Uno dei suoi primi grandi successi è stata la canzone novità 1950 If I Knew You Were Comin' I'd've Baked A Cake, co-scritta con Al Hoffman e Clem Watts e registrata da Eileen Barton.